# Chaos Computer Club
De Chaos Computer Club (CCC) is een Duitse computerclub met ongeveer 8.000 leden. De CCC omschrijft zichzelf als een "galactic community of life's beings, independent of age, sex, race or societal orientation, which strives across borders for freedom of information". De club werd in 1981 in Berlijn opgericht, mede door Wau Holland. Ze houdt zich in belangrijke mate bezig met ethisch hacken.

## Activiteiten
Ieder jaar wordt tussen kerst en oud en nieuw het Chaos Communication Congress georganiseerd, de 31ste editie (2014) trok tussen de 10.000 en 12.000 bezoekers.
Dit congres vindt plaats in het Congres Center Hamburg (CCH).
Iedere vier jaar wordt in de zomer het outdoor evenement Chaos Communication Camp georganiseerd.
De voertaal op het Congress en Camp is Engels en de bezoekers komen tot van ver buiten Duitsland.
Vanwege hun expertise en betrokkenheid zijn verschillende leden van de club gevraagd en ongevraagd actief als vrijwillige adviseurs voor deelstaat- en bondsregering.

## Publicaties
Ieder kwartaal wordt het tijdschrift de Datenschleuder ("data slinger") uitgebracht.
Iedere maand wordt het radioprogramma Chaosradio uitgezonden. Chaosradio is een 3 uur durende talkshow.
Op onregelmatige basis worden er ook podcasts Chaosradio Express uitgebracht. Chaosradio Express is een spin-off van Chaosradio.

## Bekende leden
- Wau Holland, medeoprichter
- Andy Muller-Maguhn, voormalig bestuurslid ICANN
- Tron